# Pentakosan
Pentakosan (CH3(CH2)23CH3) (sumární vzorec C25H52) je uhlovodík patřící mezi alkany, má 25 uhlíkových atomů v molekule.